# 렴철수
렴철수(미상 ~ )는 조선민주주의인민공화국의 정치인이다. 전 조선로동당 중앙위원회 후보위원 겸 내각 채취공업상이다.

## 경력
리학철 후임으로 내각 채취공업상에 임명되었다. 2019년 4월, 조선로동당 제7기 제4차 전원회의에서 조선로동당 중앙위원회 후보위원으로 선출되었다.

## 최고인민회의 대의원
2019년 3월 최고인민회의 제535호 장동선거구 제14기 대의원으로 선출되었다.